# 프란시스코 미겔 나르바에스 마촌
프란시스코 미겔 나르바에스 마촌(스페인어: Francisco Miguel Narváez Machón, 1972년 4월 26일, 안달루시아 지방 헤레스 데 라 프론테라 ~)은 흔히 키코(스페인어: Kiko)로도 알려진 스페인의 전 축구 선수로, 현역 시절 대부분을 아틀레티코 마드리드에서 보냈다.
기술과 야전 시야에 두각을 나타낸 중앙 공격수이나, 1.90미터의 장신에도 불구하고 공중 경합에 약점을 드러냈다. 라 리가 10시즌에 걸쳐 (여기에 세군다 디비시온에서도 1년을 보냈다) 271번의 경기에 출전해 60골을 기록하였다.
키코는 안방에서 열린 1992년 하계 올림픽의 금메달을 획득한 스페인 국가대표팀이기도 했다. 또한, 그는 성인 국가대표팀 일원으로 1번의 FIFA 월드컵과 1번의 UEFA 유럽 축구 선수권 대회에 출전하기도 했다.

## 클럽 경력

### 카디스
카디스 주 헤레스 데 라 프론테라 출신인 키코는 인근 카디스에서 성인 무대 신고식을 치렀는데, 그는 2-3으로 패한 아틀레틱 빌바오와의 안방 경기에서 라 리가 경기에 처음 출전하였다. 그는 비록 그 시즌에 5경기 더 출전하는데 그쳤지만, 6월 9일, 사라고사와의 안방 경기에 출전 25분 만에 페널티킥을 얻어 83분에 결승골을 득점해 그는 안달루시아 연고 구단의 운명을 바꿨다.카디스는 말라가와의 플레이오프전을 치른 후 기적적으로 1부 리그 잔류에 성공했다.

### 아틀레티코 마드리드
2시즌을 카디스에서 붙박이 주전으로 보낸 후, 키코는 카디스가 1993년에 강등되자 소속 구단 동료인 호세 마리아 케베도와 함께 아틀레티코 마드리드로 이적했다. 새 소속 구단에서, 그는 스페인의 90년대 주축 선수로 거듭났는데, 골과 도움을 수 차례 기록하여 아틀레티코 마드리드가 1995-96 시즌에 역사적인 2관왕을 달성하는데 큰 공을 세웠다.
아틀레티코는 2000년에 강등되었고, 키코는 1시즌 더 구단과 함께하였지만, 52번의 리그 경기에서 골을 추가하지 못했다. 그는 말년을 2002년에 세군다 디비시온에 소속된 엑스트레마두라에서의 6개월로 마쳤다.

## 국가대표팀 경력
키코는 스페인 국가대표팀 경기에 26번 출전하여 4골을 기록했다. 그가 출전한 첫 경기는 1992년 12월 16일, 라트비아와의 1994년 FIFA 월드컵 예선전 경기로, 그는 이 경기에서 90분을 다 뛰었다.
키코는 UEFA 유로 1996과 1998년 FIFA 월드컵에 참가했다. 그는 후자의 대회에서 불가리아와의 경기에 골을 넣어 6-1 승리에 방점을 찍었지만, 스페인의 조별 리그 탈락을 막아내기에는 역부족이었다.
그 전에, 키코는 바르셀로나에서 개최한 1992년 하계 올림픽에 스페인 대표로 출전했다. 그는 이 대회에서 출전한 2번째 경기인 폴란드와의 결승전에서 막판 결승골을 기록하여 3-2 승리를 장식했다.

### 국가대표팀 득점 기록
| #  | 날짜             | 경기장                                | 상대         | 점수 | 결과 | 대회                      |
| -- | ---------------- | ------------------------------------- | ------------ | ---- | ---- | ------------------------- |
| 1. | 1995년 11월 15일 | 마르티네스 발레로, 엘체, 스페인       | 북마케도니아 | 1–0  | 3–0  | UEFA 유로 1996 예선전     |
| 2. | 1996년 2월 7일   | 인술라르, 라스 팔마스, 스페인         | 노르웨이     | 1–0  | 1–0  | 친선경기                  |
| 3. | 1997년 9월 24일  | 테헬네 폴레, 브라티슬라바, 슬로바키아 | 슬로바키아   | 1–0  | 2–1  | 1998년 FIFA 월드컵 예선전 |
| 4. | 1998년 6월 24일  | 펠릭스 볼라르, 랑스, 프랑스           | 불가리아     | 6–1  | 6–1  | 1998년 FIFA 월드컵        |

## 수상

### 클럽
아틀레티코 마드리드
- 라 리가: 1995–96
- 코파 델 레이: 1995–96

### 국가대표팀
스페인 U-23
- 하계 올림픽: 1992[9]

스페인 U-21
- UEFA U-21 축구 선수권 대회 3위: 1994